# Purwosari (Kranggan)
Purwosari is een bestuurslaag in het regentschap Temanggung van de provincie Midden-Java, Indonesië. Purwosari telt 3184 inwoners (volkstelling 2010).